# Valmanya
Valmanya (în catalană Valimanya) este o comună în departamentul Pyrénées-Orientales din sudul Franței. În 2009 avea o populație de 38 de locuitori.

## Evoluția populației
| An        | 1975 | 1982 | 1990 | 1999 | 2006 | 2009 |
| --------- | ---- | ---- | ---- | ---- | ---- | ---- |
| Populație | 29   | 32   | 30   | 18   | 27   | 38   |